# Mihály Korom
Mihály Korom (* 9. Oktober 1927 in Mindszent, Komitat Csongrád; † 3. Oktober 1993 in Budapest) war ein ungarischer Politiker der Partei der Ungarischen Werktätigen MDP (Magyar Dolgozók Pártja) sowie schließlich der Ungarischen Sozialistischen Arbeiterpartei MSZMP (Magyar Szocialista Munkáspárt), der unter anderem ZK-Sekretär für Verwaltung, Justizminister war. Auf dem XII. Parteikongress am 27. März 1980 wurde er zum Mitglied des Politbüro des ZK der MSZMP gewählt und gehörte diesem obersten Führungsgremium der Ungarischen Sozialistischen Arbeiterpartei bis zum XIII. Parteikongress am 28. Mai 1985 an.

## Leben

### Polizist, Parteifunktionär und Kommandeur der Grenztruppen
Korom, Sohn eines Landarbeiters, verließ die Grundschule nach der sechsten Klasse und arbeitete danach als Knecht auf einem Bauernhof in seinem Geburtsort Mindszent. Im März 1945 trat er der Kommunistischen Partei KMP (Kommunisták Magyarországi Pártja) bei und im Juli 1945 in den Polizeidienst. In der Folgezeit arbeitete er als Polizist bei der Politischen Polizei in Mindzent sowie danach in Kiskunfélegyháza, ehe er nach dem Besuch der Polizeiakademie 1948 Leutnant der Polizei wurde und als solcher bis 1950 stellvertretender Kommandeur des zentralen Polizei-Ausbildungsbataillon in Budapest war.
Nachdem er die Parteihochschule der MDP in Budapest absolviert hatte, wurde er 1951 Mitarbeiter in der Parteizentrale, wo er seit 1954 in der Personalabteilung sowie seit 1955 in der Organisationsabteilung tätig war. Nach dem Volksaufstand fungierte er zwischen November und Dezember 1956 als stellvertretender Kommandeur der Leibwache von Ministerpräsident János Kádár und war nach einem darauf folgenden Studium an der Parteihochschule der KPdSU in Moskau im Juli 1958 zunächst kurze Zeit als Mitarbeiter in der ZK-Abteilung für Partei- und Massenorganisationen der aus der MDP hervorgegangenen Ungarischen Sozialistischen Arbeiterpartei MSZMP (Magyar Szocialista Munkáspárt) tätig, ehe er daraufhin im Rang eines Obersts im Innenministerium Leiter einer Abteilung war, die sich mit der Untersuchung und Aufklärung der Umstände des Volksaufstandes befasste. Daneben absolvierte er ein Studium der Rechtswissenschaften an der Eötvös-Loránd-Universität (ELTE), das er 1959 mit einem Doktor der Rechte abschloss.
Am 9. August 1960 wurde Korom zum Kommandeur der Grenztruppen (Határőrség Magyarországon) des Innenministeriums ernannt und zum Generalmajor befördert. Während dieser Zeit wurde er am 24. November 1962 auf dem VIII. Parteikongress zunächst zum Kandidaten und später am 5. Dezember 1963 zum Mitglied des Zentralkomitees (ZK) der MSZMP gewählt.

### ZK-Sekretär, Justizminister und Abgeordneter

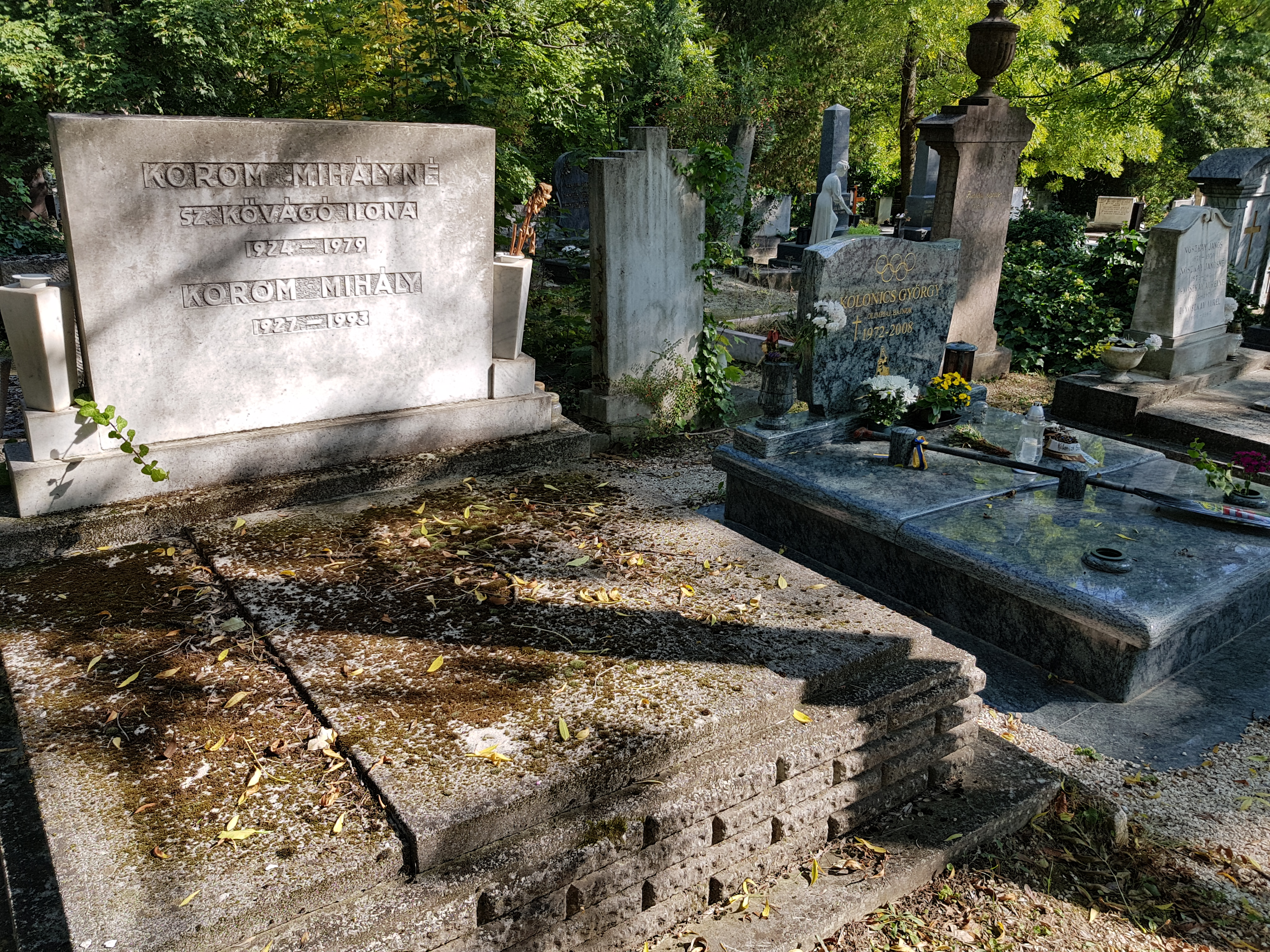
Grabstätte von Mihály Korom und seiner Ehefrau Ilona Kövágó auf dem Farkasrét-Friedhof.

Zugleich wurde er im Dezember 1963 ZK-Sekretär für Verwaltung und war als solcher bis November 1966 auch für die Aufsicht über die Ungarischen Streitkräfte (Magyar Honvédség) verantwortlich.
Im Anschluss erfolgte am 7. April 1966 seine Berufung zum Justizminister (Igazságügy-Miniszter) in der Regierung von Ministerpräsident Gyula Kállai. Dieses Ministeramt bekleidete er auch unter Kállais Nachfolgern Jenő Fock und György Lázár bis zum 22. Dezember 1978. Daneben fungierte er von 1972 bis 1980 als Mitglied des Nationalrates der Patriotischen Volksfront (Hazafias Népfront), in dem als Dachverband die Massenorganisationen, sozialen und kulturellen Organisationen der Volksrepublik Ungarn organisiert waren.
Nach seinem Ausscheiden aus der Regierung wurde er am 22. Dezember 1978 abermals Sekretär des ZK der MSZMP für Verwaltung und übte dieses Parteiamt bis März 1985 aus. Der zu den Hardlinern rechnende Korom war dort für Kaderpolitik der Partei und für die sozialistischen Massenorganisationen zuständig.
Auf dem XII. Parteikongress am 27. März 1980 wurde er zum Mitglied des Politbüro des ZK der MSZMP gewählt und gehörte diesem obersten Führungsgremium der Ungarischen Sozialistischen Arbeiterpartei bis zum XIII. Parteikongress am 28. Mai 1985 an. Zugleich war von 1980 bis 1985 Vorsitzender der MSZMP-Kommission für Leibeserziehung und Sport.
Darüber hinaus wurde er am 8. Juni 1980 erstmals zum Abgeordneten des Parlaments (Országgyűlés) gewählt und vertrat dort bis Mai 1989 den 8. Wahlkreis des Komitat Bács-Kiskun.
Nach seinem Ausscheiden aus dem Politbüro und dem ZK-Sekretariat fungierte er zwischen 1985 und 1988 als Mitglied des Verfassungsrechtsrates (Alkotmányjogi Tanács).